# قاشقاچای (قاخ)
قاشقاچای (به لاتین: Qaşqaçay، به آواری: Къашкъа-гIор жамагIат) یک منطقه مسکونی در جمهوری آذربایجان است که در شهرستان قاخ واقع شده است. قاشقاچای ۱۴۹۵ نفر جمعیت دارد.